# 越南巴豆
越南巴豆（学名：Croton kongensis）为大戟科巴豆属下的一个种。

## 扩展阅读
- 維基物種上的相關：越南巴豆